# Suga-mel-escarlate
O suga-mel-escarlate (Myzomela sanguinolenta) é uma pequena ave da família dos melifagídeos nativa da Austrália. Foi descrito em 1801 pelo ornitólogo inglês John Latham. Medindo de 9 até 11 cm de comprimento, é a menor espécie de sua família na Austrália. Tem uma pequena cauda e um bico curvado para baixo relativamente grande. Apresenta dimorfismo sexual; o macho conta com uma notável coloração vermelho-brilhante com asas pretas, enquanto a fêmea é inteiramente marrom. É mais vocal que os outros de sua família, com uma grande variedade de vocalizações já registradas, incluindo um tilintar similar a um sino.
Essa espécie é encontrada na maior parte da costa leste da Austrália, desde a Península do Cabo York no extremo norte até Gippsland no estado de Vitória. É migratória no sul de sua distribuição, com as populações indo para o norte durante o inverno. Seu hábitat natural é a floresta, onde forrageia principalmente no dossel. É onívora, alimentando-se tanto de insetos quanto de néctar. Podem ser criadas até três ninhadas ao longo de uma temporada de reprodução. A fêmea põe dois ou raramente três ovos brancos salpicados em um ninho em forma de xícara de 5 cm de diâmetro que fica alto na árvore. A União Internacional para a Conservação da Natureza (IUCN) classificou-a como pouco preocupante devido à sua grande distribuição e população aparentemente estável.

## Taxonomia
O suga-mel-escarlate foi retratado em três pinturas de um conjunto de ilustrações antigas conhecidas como desenhos Watling, feitos nos primeiros anos da colonização europeia em Sydney entre 1788 e 1794. Com base nestas ilustrações, o ornitólogo inglês John Latham descreveu-o em 1801 como três espécies separadas. Ele baseou a descrição de Certhia sanguinolenta em um macho imaturo mudando para a plumagem adulta com coloração vermelha incompleta. Na mesma publicação ele descreveu Certhia dibapha e C. erythropygia. O naturalista inglês James Francis Stephens denominou-o Meliphaga sanguinea em 1826, substituindo o nome Certhia sanguinolenta dado por Latham. John Gould determinou em 1843 que os três nomes de Latham eram uma única espécie, adotando o primeiro nome binomial escrito como válido e transformando os outros em sinônimos, embora o nome Myzomela dibapha ainda fosse usado ocasionalmente, particularmente na Nova Caledônia. Em 1990, Ian McAllan propôs que o primeiro desenho não confirmava a identidade da espécie e que portanto o nome Myzomela dibapha fosse o nome mais antigo validamente publicado; contudo, Richard Schodde contradisse McAllan em 1992, afirmando que o desenho de um macho imaturo não poderia ser de qualquer outra espécie, significando que M. sanguinolenta deveria permanecer. Ele acrescentou que o nome alternativo proposto não estava em uso desde 1850. As espécies Myzomela wakoloensis, M. chloroptera, M. boiei e M. caledonica foram todas anteriormente consideradas coespecíficas de M. sanguinolenta. Não são reconhecidas subespécies ou variações regionais; diferenças de plumagem são devidas à muda.
Um estudo genético realizado em 2004 de DNA nuclear e mitocondrial com aves da família Meliphagidae descobriu que Myzomela sanguinolenta é mais proximamente aparentado de M. cardinalis, com o seu ancestral em comum divergindo de uma linhagem que conduziu a M. erythrocephala, apesar de apenas cinco dos trinta membros do gênero terem sido analisados. Um estudo genético de 2017 que usou DNA mitocondrial e nuclear sugeriu que o ancestral de M. sanguinolenta divergiu daquele de M. boiei há cerca de 2 milhões de anos, mas as relações de muitas espécies dentro do gênero são incertas. Análise molecular mostrou que a família Meliphagidae é aparentada das famílias Pardalotidae, Acanthizidae e Maluridae na grande superfamília Meliphagoidea.

## Descrição

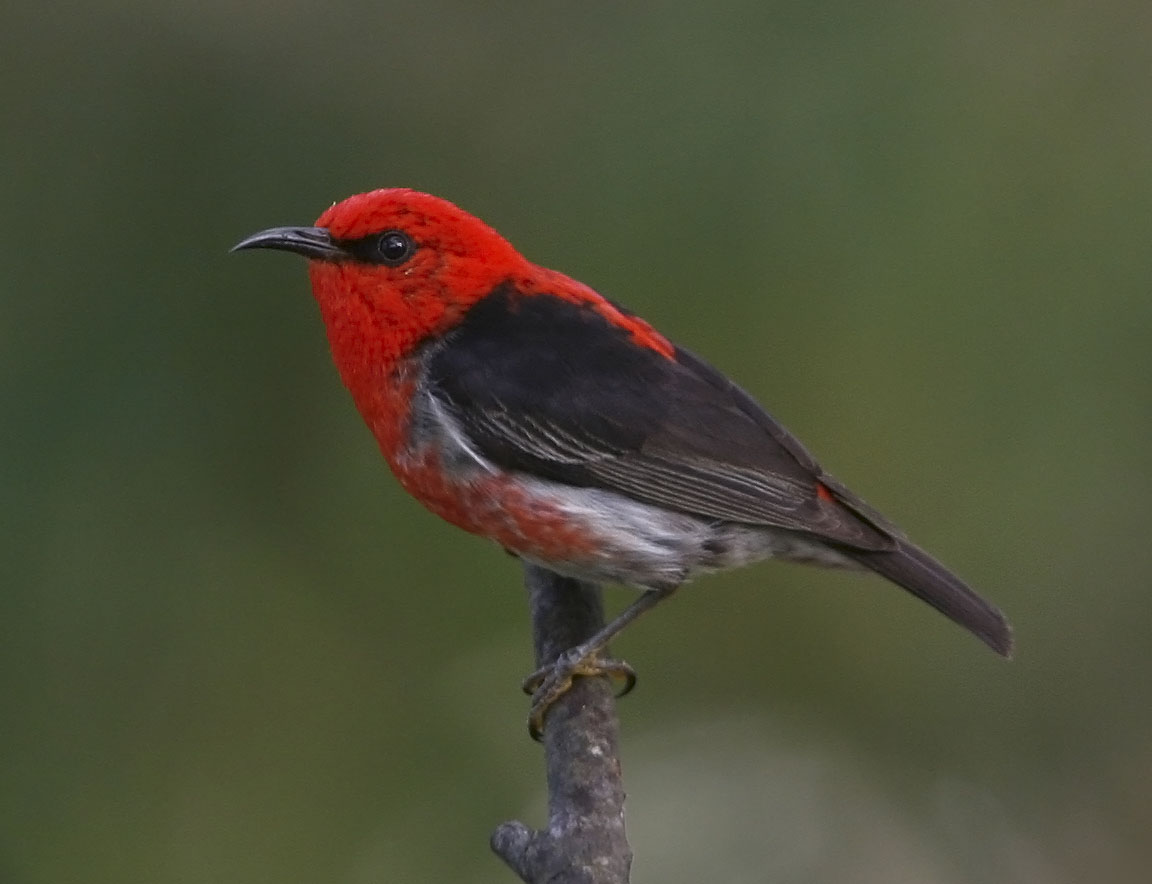
Macho adulto

O suga-mel-escarlate, a menor espécie de sua família nativa da Austrália, é uma ave de corpo compacto, cauda curta, um bico preto relativamente longo curvado para baixo e íris marrom-escura. Mede de 9 a 11 cm de comprimento, com uma envergadura de asas média de 18 cm, e pesa 8 g. Tem asas relativamente longas para o seu tamanho; quando as asas estão fechadas, as maiores penas primárias alcançam mais da metade do comprimento da cauda. Exibe dimorfismo sexual acentuado, com o macho sendo muito mais colorido que a fêmea. O macho adulto tem cabeça, nuca e parte superior do peito vermelhos brilhantes, com uma estreita faixa preta do bico até o olho e um fino anel periocular preto. A plumagem vermelha se estende pelas costas como uma faixa central até o uropígio. No peito, o vermelho torna-se mais manchado de cinza na direção da barriga e dos flancos, que são branco-acinzentados. Os lados do peito são marrons-pretos. O manto e os escapulares são pretos e a asa superior de cor preta pálida, com bordas brancas nas coberteiras secundárias. A cauda é preta em cima e cinza-escuro do lado de baixo. A parte de baixo das asas é branca com borda e ponta cinza-escuro. A fêmea tem cabeça e pescoço castanhos, mais escuros no topo e mais claros e mais acinzentados nas laterais, com garganta e queixo castanho-acinzentados claros. Às vezes, apresenta manchas rosadas ou avermelhadas na testa, garganta e bochechas. A parte de cima é marrom, às vezes com manchas escarlates nas coberteiras da parte de cima da cauda. A cauda é marrom-escura com franjas amarelas em todos, exceto no par central de retrizes. As asas são marrom-escuras. A fêmea tem uma base amarelada ou acastanhada para o bico preto. A muda ocorre durante a primavera e o verão.
Os jovens têm plumagem juvenil quando deixam o ninho; são similares às fêmeas, mas apresentam a parte de cima do corpo mais marrom-avermelhadas. Os machos imaturos, depois da mudança da plumagem juvenil, têm manchas de penas vermelhas vindo através da plumagem marrom juvenil. É muito difícil distinguir as fêmeas imaturas das juvenis ou adultas. Ambos os sexos têm plumagem adulta após duas mudas. Não se sabe se os indivíduos têm mudas após atingirem a idade adulta.
Os machos de Myzomela sanguinolenta podem ser confundidos com o de M. erythrocephala, de aparência semelhante. As duas espécies se sobrepõem no leste da Península do Cabo York no norte de Queensland, embora a coloração vermelha da última seja restrita à cabeça e seja nitidamente demarcada. A última espécie também vive em manguezais em vez de florestas. M. obscura se assemelha à fêmea de M. sanguinolenta, mas é maior, com um bico e cauda mais longos, tem plumagem marrom muito mais escura e não tem o tom rosado no rosto e na garganta.

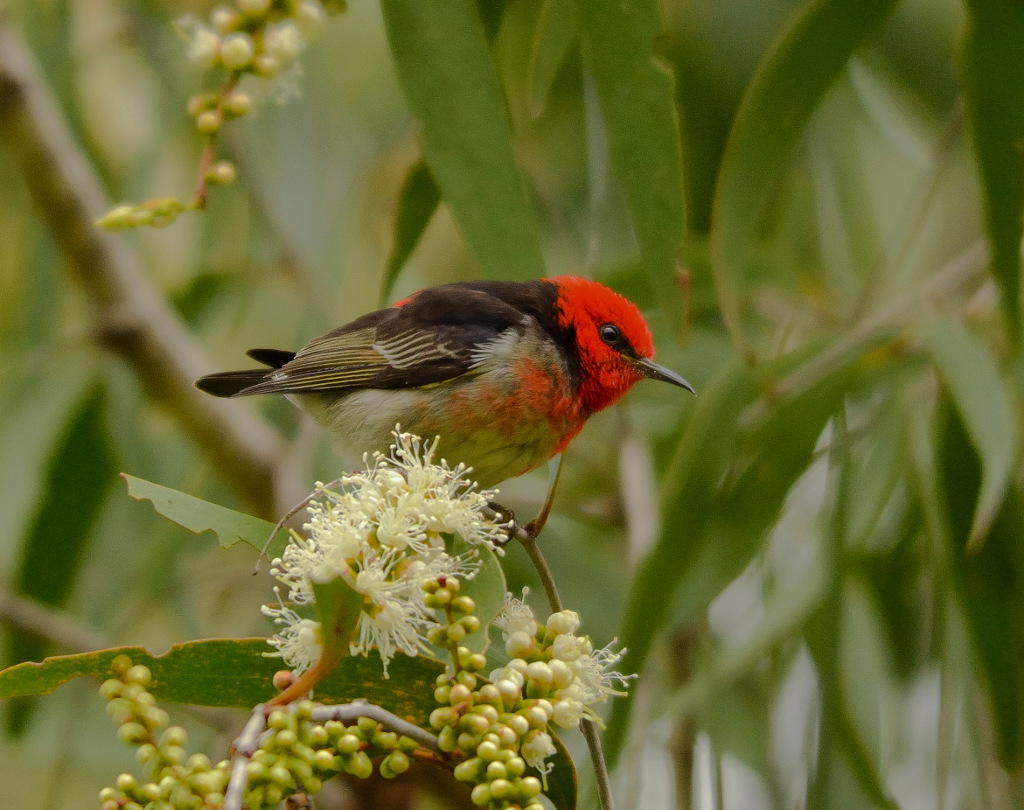
Macho adulto forrageando em flores do gênero Melaleuca

## Distribuição e habitat
O suga-mel-escarlate é encontrado na costa leste da Austrália desde Cooktown no Extremo Norte de Queensland até o Parque Nacional do Rio Mitchell em Gippsland, Vitória. É mais raro a sul do Rio Hacking, em Nova Gales do Sul. É um vagante raro em Melbourne.
Os movimentos da espécie não são bem conhecidos, mas parece que é migratória no sul de sua distribuição e mais sedentária no norte. As populações da espécie vão para o norte durante o inverno. Movimentos nômades de populações, geralmente seguindo o florescimento de plantas comestíveis preferidas, também ocorrem. Os números da população foram relatados como flutuantes em algumas áreas, com movimentos locais. Crescimentos irruptivos locais ocorreram em Sydney em 1902 (durante uma seca), 1981, 1991 (ambos no noroeste de Sydney) e 1994 (centrado no vale do rio Lane Cove); em Nowra em 1980, através do sul de Vitória em 1985, e no distrito Eurobodalla em 1991 e 1993. Um estudo de campo em Mangerton, Nova Gales do Sul, ao longo de 18 anos descobriu que Myzomela sanguinolenta chegou à área no início da primavera (agosto) e partiu em novembro, embora estivesse totalmente ausente em três anos separados. A idade máxima registrada em anilhagem foi de pouco mais de 10 anos, em um pássaro capturado ao sul de Mount Cotton, Queensland.
Seu hábitat é a floresta esclerófila seca e bosque, geralmente com eucaliptos como as árvores dominantes e onde há pouco sub-bosque. Myzomela sanguinolenta é encontrado sozinho, em pares ou em pequenos grupos, às vezes com outras espécies da família na copa das árvores em flor.

## Comportamento

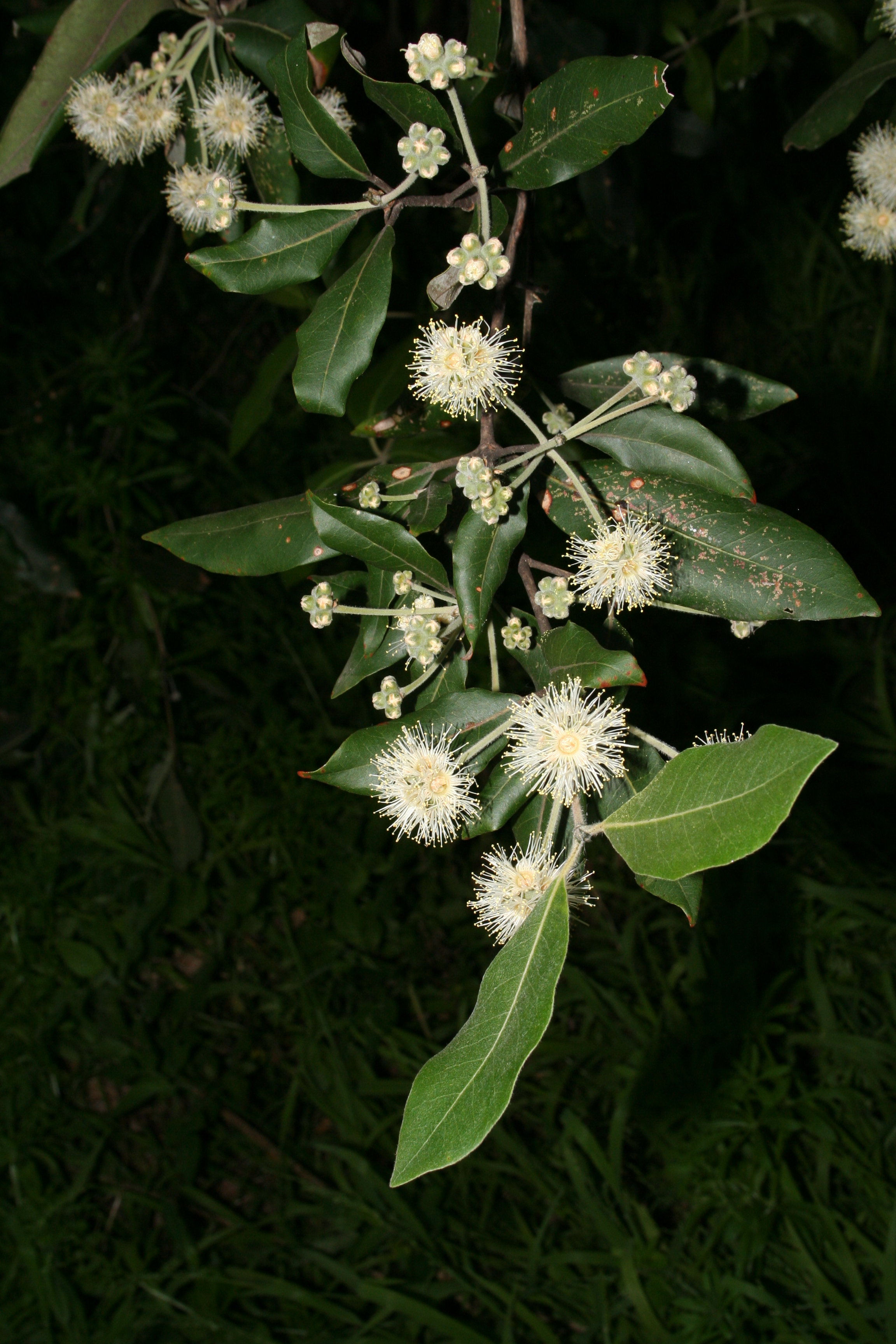
Syncarpia glomulifera, uma árvore constantemente forrageada pelo suga-mel-escarlate

Myzomela sanguinolenta é uma espécie territorial, com os machos marcando seus territórios cantando no alto das árvores. Eles competem com outros indivíduos de sua própria espécie, e geralmente são expulsos de algumas áreas de alimentação por membros de sua família maiores e com fome, como Meliphaga lewinii, Phylidonyris novaehollandiae, Melithreptus lunatus e Lichmera indistincta, além de Acanthorhynchus tenuirostris e Philemon corniculatus.

### Reprodução
A espécie se reproduz do inverno ao verão, geralmente começando por volta de julho ou agosto e terminando em janeiro. Houve registros ocasionais de nidificação em abril ou maio. Um casal geralmente cria uma ou duas ninhadas por ano. Falhas no ninho podem levar a uma terceira ninhada, e as fêmeas são capazes de botar ovos cerca de três semanas após os filhotes anteriores terem nascido. O ninho consiste em uma pequena xícara de casca de árvore em tiras, com teia de aranha como ligação, no alto da copa das árvores, ou mesmo em visco.
O ninho tem cerca de 5 cm de diâmetro e leva cerca de 8 dias para ser construído antes que os ovos sejam postos nele. Os dois pais constroem o ninho, embora algumas observações tenham visto o macho fazendo a maior parte da construção, e outras a fêmea.  Alfred J. North observou que as fêmeas recolhiam sozinhas o material de nidificação, como teias de aranha e casca de árvores. O tamanho da ninhada é principalmente de dois ovos, que ocasionalmente podem ser três, que medem 16 mm de comprimento e 12,1 mm de largura e são brancos, com a extremidade maior salpicada de marrom-avermelhado ou roxo-acinzentado. Os ovos são postos com um dia de intervalo, e acredita-se que a fêmea os incube sozinha. Os jovens nascem nus, mas logo ficam cobertos de penugem. Eles passam 11-12 dias no ninho antes de emplumar. Os dois pais alimentam seus filhotes.

### Alimentação

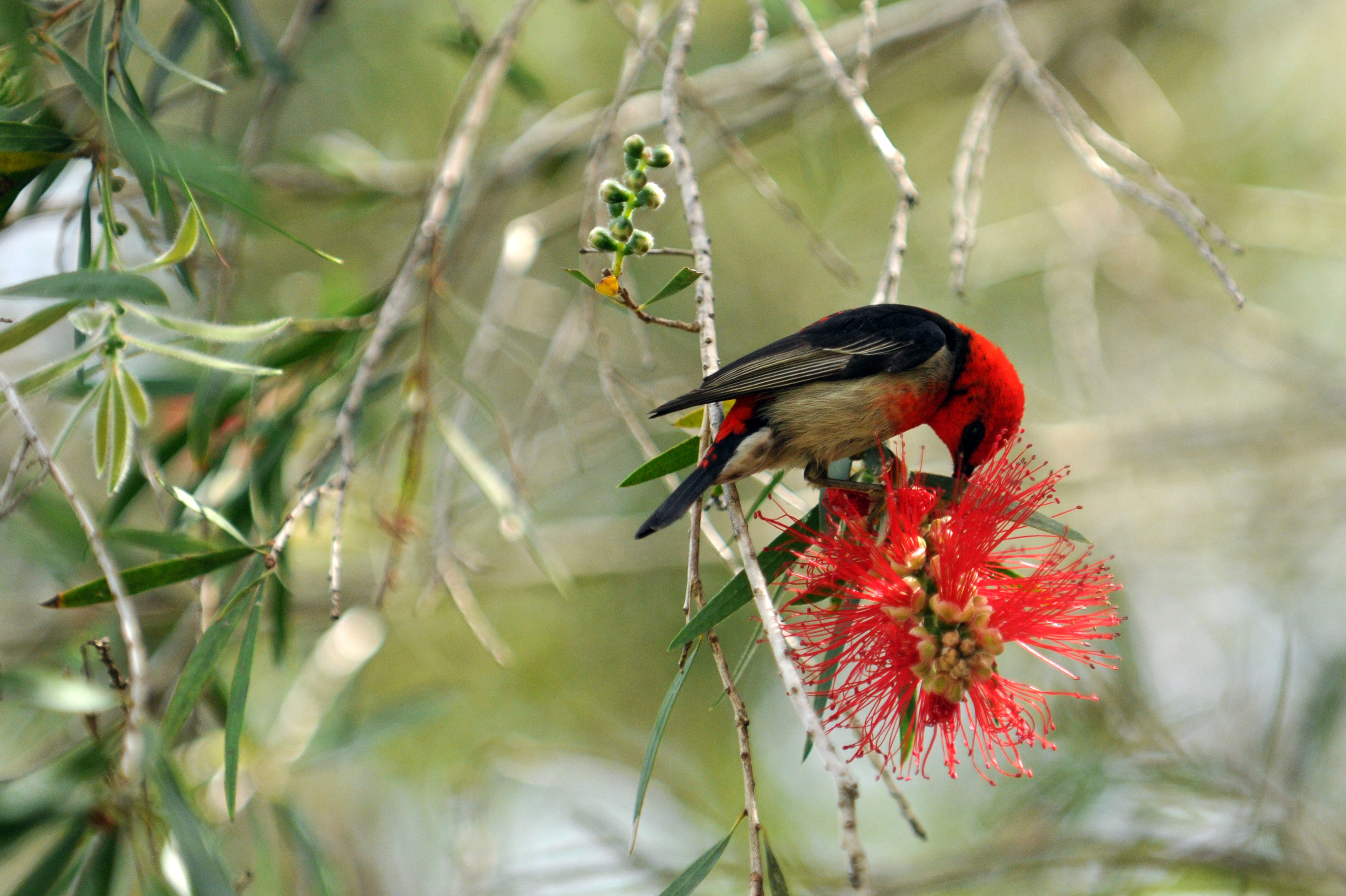
Suga-mel-escarlate se alimentando em flores Callistemon em Mallacoota, Vitória

O suga-mel-escarlate é arborícola, forrageando nas copas das árvores, indo de flor em flor, sondando o néctar com seu bico longo e curvo. Às vezes, gira em torno das flores durante a alimentação. As árvores visitadas incluem Syncarpia glomulifera, a árvore-do-chá (Melaleuca spp.) e banksia. A espécie é onívora, e também se alimenta de insetos tanto quanto de néctar. Os insetos dos quais se alimenta incluem besouros, moscas e lagartas.

## Conservação
O suga-mel-escarlate é listado como sendo Pouco Preocupante pela IUCN, devido à grande extensão de sua distribuição (1 960.000 km2) e população estável, sem evidência de qualquer declínio significativo.

## Avicultura
O suga-mel-escarlate é raramente visto na avicultura, apesar de ter sido mantido por entusiastas em Sydney. Como todos os membros de sua família são territoriais, ele tende a ser agressivo em aviários de espécies mistas. Vários regulamentos estaduais governam a manutenção da espécie; na Austrália Meridional, por exemplo, uma Licença de Especialista é exigida, enquanto em Nova Gales do Sul uma licença de Classe B2 (Advanced Bird) é exigida. Os candidatos à licença B2 de Nova Gales do Sul devem ter pelo menos dois anos de experiência na criação de aves e ser capazes de demonstrar que podem fornecer os cuidados e alojamento adequados para as espécies que desejam obter.